# Caffrowithius calvus
Espèce
Synonymes
- Plesiochernes calvus Beier, 1959

Caffrowithius calvus est une espèce de pseudoscorpions de la famille des Chernetidae.

## Distribution
Cette espèce se rencontre au Congo-Kinshasa, au Rwanda et au Kenya.

## Publication originale
- Beier, 1959 : Pseudoscorpione aus dem Belgischen Congo gesammelt von Herrn N. Leleup. Annales du Musée du Congo Belge, Sciences Zoologiques, vol. 72, no 8, p. 5-69.